# Shirley Strong
Shirley Strong (* 18. November 1958 in Northwich, Cheshire) ist eine ehemalige britische Leichtathletin und Olympiazweite.
Strong gewann bei den Commonwealth Games 1978, ausgetragen in Edmonton, Alberta, Kanada, die Silbermedaille im 100-Meter-Hürdenlauf zwischen den beiden Engländerinnen Lorna Boothe (Gold) und Sharon Colyear (Bronze). Bei den Commonwealth Games 1982 in Brisbane, Queensland, Australien, gewann sie die Goldmedaille vor ihrer Landsfrau Lorna Boothe (Silber) und der Kanadierin Susan Kameli (Bronze).
Bei den Olympischen Sommerspielen 1984 in Los Angeles gewann sie die Silbermedaille im 100-Meter-Hürdenlauf hinter der US-Amerikanerin Benita Fitzgerald-Brown (Gold) und vor den beiden Drittplatzierten, der Französin Michèle Chardonnet und der US-Amerikanerin Kim Turner, (beide Bronze).